# Austroclimaciella leopoldi
Austroclimaciella leopoldi is een insect uit de familie van de Mantispidae, die tot de orde netvleugeligen (Neuroptera) behoort. 
Austroclimaciella leopoldi is voor het eerst wetenschappelijk beschreven door Lestage in 1934.